# Fossa d'Okinawa

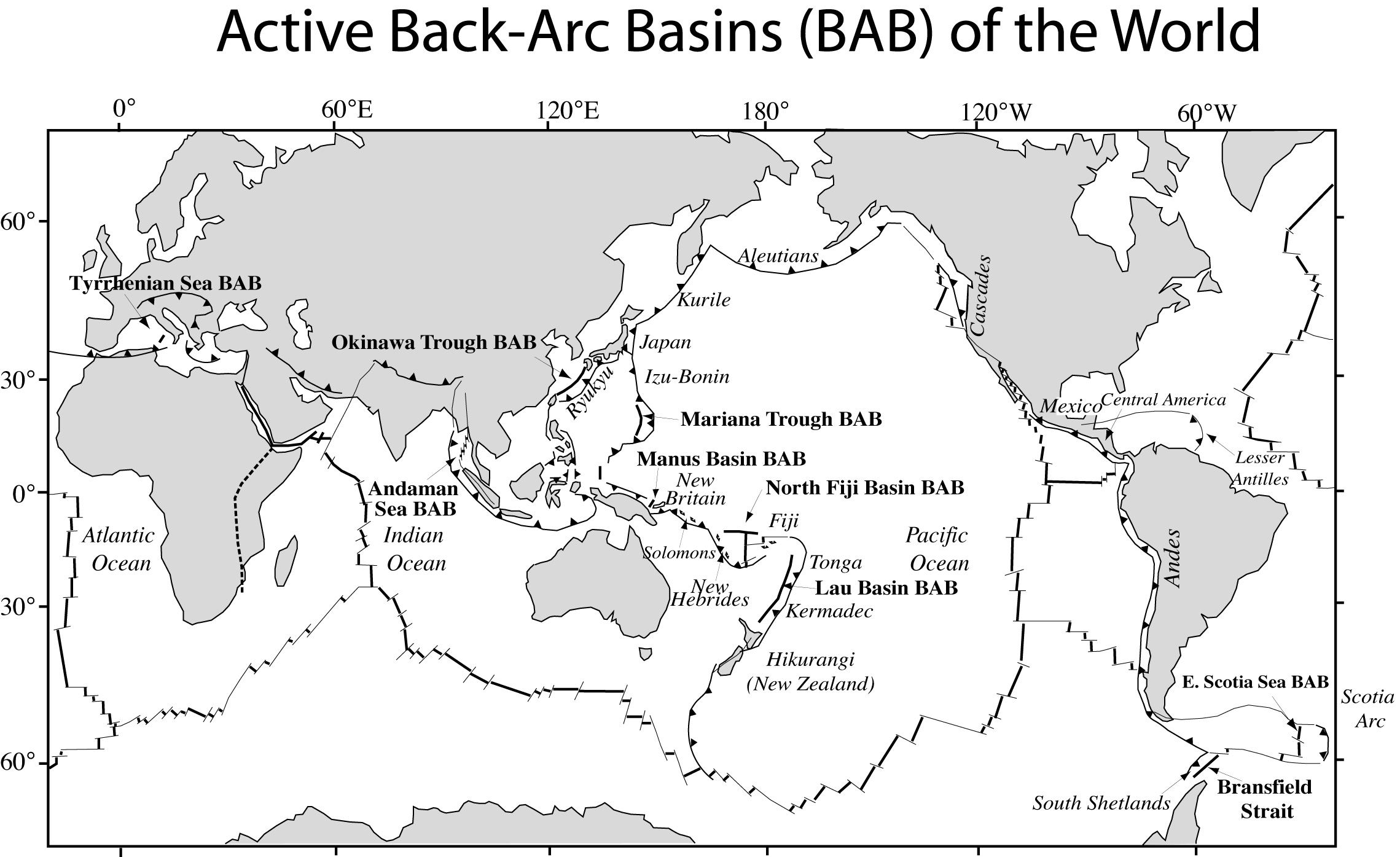
Fossa d'Okinawa dins el món.

La Fossa d'Okinawa, en japonès:沖縄トラフ Okinawa Torafu, en anglès: Okinawa Trough) és una fossa oceànica o més exactament una depressió estructural linear (trough) que es troba al Mar Oriental de la Xina. És sismicament activa. Es va desenvolupar per la tectònica de plaques per subducció de la placa filipina sota la placa d'Euràsia. S'ha format darrere el més profund sistema en arc de la més profunda
Fossa de Ryukyu. La seva fondària màxima és de 2.716 m.

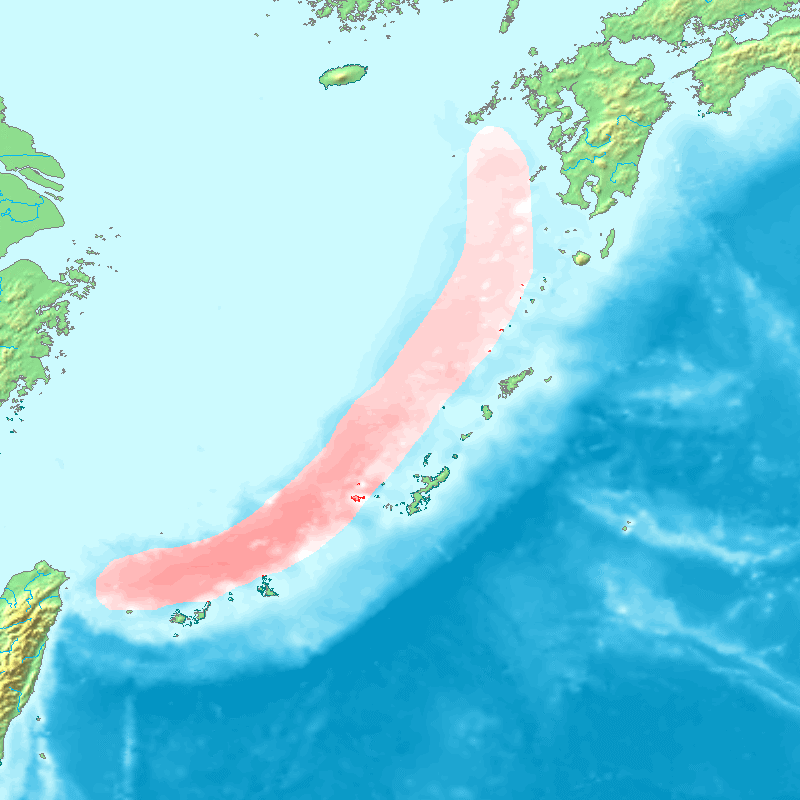
Fossa d'Okinawa